# Alexandre Pantoja
Alexandre Pantoja Passidomo (ur. 16 kwietnia 1990 w Arraial do Cabo) – brazylijski zawodnik mieszanych sztuk walki (MMA). Aktualnie związany z amerykańską organizacją UFC, w której od 8 lipca 2023 roku jest mistrzem w wadze muszej. Uważany jest za jednego z najlepszych zawodników wagi muszej wszechczasów.
Jest posiadaczem wielu rekordów UFC w wadze muszej, w tym największej liczby zwycięstw, poddań i skończeń walk. Jest również pierwszym mężczyzną w tej kategorii wagowej, który wygrał walkę o tytuł UFC w wieku 35 lat lub powyżej. W swojej karierze zawodowej nigdy nie przegrał przed czasem.

## Osiągnięcia i nagrody

### Mieszane sztuki walki
- Ultimate Fighting Championship
  - 2023: Mistrz UFC w wadze muszej[4]
  - Bonus za walkę wieczoru (dwa razy) vs. Deiveson Figueiredo (2019)[13], Brandon Moreno (2023)[14]
  - Bonus za występ wieczoru (cztery razy) vs. Matt Schnell (2019)[15], Brandon Royval (2021)[16], Alex Perez (2022)[17], Kai Asakura (2024)[18]

- Resurrection Fighting Alliance
  - 2014: Mistrz RFA w wadze muszej[19]
  - 2015: Mistrz AXS TV w wadze muszej Superfight[20]
- MMAJunkie.com
  - 2019: Walka miesiąca lipiec vs. Deiveson Figueiredo[21]
- CombatPress.com
  - 2023: Walka roku vs. Brandon Moreno na UFC 290[22]
- World MMA Awards
  - 2024: Nominacja – Zawodnik Roku im. Charlesa "Maski" Lewisa[23]
  - 2024: Nominacja – Walka Roku vs. Brandon Moreno na UFC 290[23]